# Imai no Kanehira
erro em {{japonês}}: Texto em japonês ou romaji necessário (ajuda) era um comandante militar do antigo Período Heian da História do Japão.

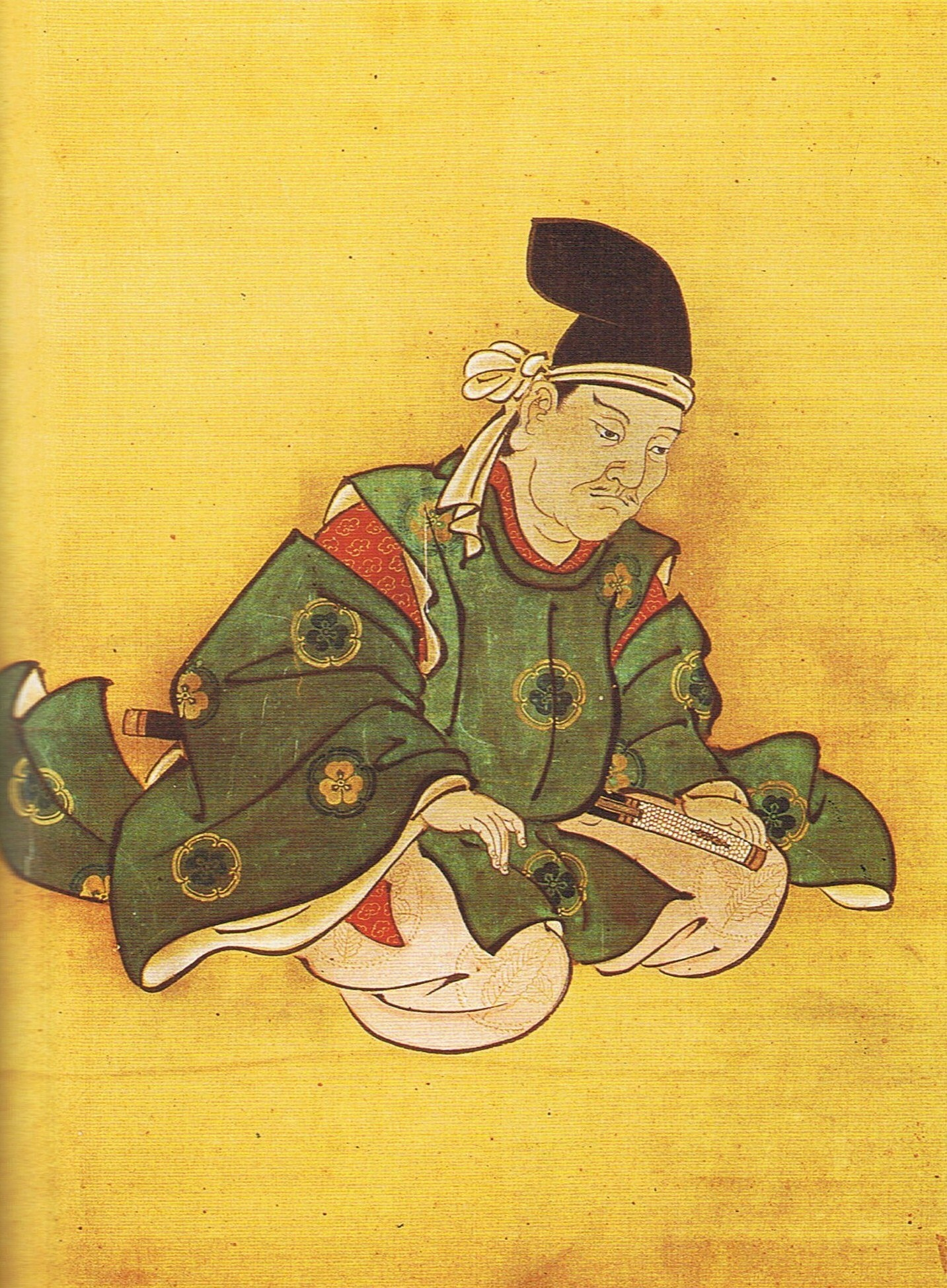
Imai no Kanehira

Kanehira era o irmão de leite de Minamoto no Yoshinaka . Tornou-se co-comandante da facção Yoshinaka durante as Guerras Genpei após Yoshinaka se encontrou com ele em Seta . Seu primeiro compromisso importante foi o Cerco de Fukuryūji , onde comandou os sitiantes Minamoto que conquistaram com sucesso do forte. Lutou contra as forças de Minamoto no Yoshitsune , que queria pôr fim à tirania de Yoshinaka. Kanehira comandou as forças Yoshinaka quando os dois primos se encontraram na Batalha de Awazu , em 1184. Kanehira conseguiu segurar os ataques de Minamoto no Noriyori por um longo tempo. No entanto, quando soube da morte Yoshinaka por uma flecha, ele cometeu Seppuku pulando de seu cavalo, enfiando a espada na boca  . A peça de teatro noh Kanehira nos fala de como seu fantasma contou sua história e a de a história de Yoshinaka, e de como queria ir para o outro lado .